# Еміль Гаха
Еміль Домінік Йозеф Гаха (чеськ. Emil Hácha; 12 липня 1872, Тргове-Свіни — 27 червня 1945, Прага)  — чеський юрист і політик. У 1925—1938 роках обіймав посаду голови Вищого адміністративного суду Чехословаччини. У листопаді 1938 року, після Мюнхенської угоди, був обраний президентом Чехо-Словацької Республіки. Після окупації решти Богемії, Моравії та Сілезії нацистською Німеччиною 15 березня 1939 року та створення Протекторату Богемії та Моравії (16 березня 1939), він залишився на посаді державного президента протекторату  яким він залишався до ліквідації протекторату у 1945 р. Менш відомою є його юридично-теоретична, літературна та  перекладацька діяльність.

## Життя

### Молодість
Еміль Домінік Йозеф Гаха народився в Тргове-Свіни в родині податкового службовця Йозефа Емануеля Гахи (1832—1884) та його дружини, Марії Кароліни Павліни Гачової, при народжені — Клаус (1837—1914). Закінчив гімназію в Чеських Будейовицях. У 1895 році закінчив Карлів університет у Празі і в 1898 році вступив до чеського намісництва в Празі. У 1902 році Гаха одружився з Марією Клаусовою.

### Юридична кар'єра
У 1916—1918 роках отримав подальший юридичний досвід як судовий радник адміністративного суду у Відні. Після створення Чехословаччини в 1918 році він став членом Вищого адміністративного суду, який він допоміг створити разом з Фердинандом Пантучеком. У 1920 році він захистив доцентську роботу на юридичному факультеті Карлового університету, де працював доцентом між 1924 і 1929 роками. Після смерті Пантучека в 1925 році президент Томаш Гарріг Масарик призначив його другим президентом Вищого адміністративного суду.
Як юриста його цінували за знання англосаксонського загального та міжнародного права. У Чехословаччині він був членом Законодавчої ради уряду Чехословаччини, Чеської академії та Чеського наукового товариства. Був членом постійної палати Третейського суду у Гаазі від Чехословаччини. Еміль Гаха жив зі своєю дружиною Марією та дочкою в Празі-Стрешовіце у віллі № 707/3 на вулиці Nad zwisnikní hřbitov (Над військовим кладовищем), яку в 1950-х роках замінили кварталом із трьох багатоквартирних будинків.

### Президент

#### Друга республіка

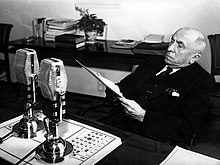
Еміль Гаха у своєму кабінеті під час різдвяної промови по радіо 22 грудня 1938 року

У 1938 році померла Марія Гахова, його дружина, а також розлучилася його донька. Друга зміна відбулася після зречення Едварда Бенеша внаслідок Мюнхенської угоди та прийняття конституційного закону про автономію Словаччини та Підкарпатської Русі . 30 листопада 1938 року під тиском оточення погодився на посаду президента Чехо-Словацької Республіки.  Причини його вибору полягали в його попередньому нейтралітеті та досвіді керівництва великою установою (ВАС).
26 грудня він зустрівся з декількома словацькими представниками на чолі з прем'єр-міністром Йозефом Тисом і звинуватив їх у спробі відірватися від республіки. Тісо це заперечив і пообіцяв виключити з уряду всіх сепаратистів. Однак представники Народної партії, яка захопила владу в Словаччині, таємно домовилися з нацистами про оголошення незалежності Словаччини. Тому в ніч на 10 березня Гаха оголосив воєнний стан і скинув уряд Тиса. Зі схвалення Гаха чехословацька армія перебрала владу в Словаччині.

#### Державний Президент Богемії і Моравії
14 березня 1939 року його запросили до Берліна для переговорів з керівництвом Німецького рейху.  Коли Гах прибув увечері, його навмисно змусили чекати Гітлера до 1:30 наступного ранку, щоб подивитися фільм. Після зустрічі йому повідомили, що німецька армія готова вторгнутися в Чехословаччину. Гітлер дав Гаху вибір між підпорядкуванням чеських земель німцям у формі протекторату чи військового вторгнення та війни. Гаха неодноразово чинив опір тиску Гітлера і відмовлявся прийняти принизливі умови передачі влади, поки о 4 годині ранку, коли Герінг погрожував розбомбити Прагу, Гаха не переніс серцевий напад. Викликавши медичну допомогу, він у важкому стані підписав документ і повідомив Прагу про рішення. Увечері він вирушив до Праги поїздом, який нацисти навмисно затримали, щоб Гітлер раніше прибув до Праги. О 19:30 Гаха вперше увійшов до Празького Граду як «державний президент», йому допомагали солдати СС.
Гаха вважав, що німецькі нацисти поважатимуть укладені угоди та міжнародно-правові норми. У перші роки свого перебування на посаді державного президента він був дуже активним політиком, який виступав за права чеської нації. Він протестував рейхпротектору Костянтіну фон Нейрату проти германізації, відмовився присягнути на вірність Гітлеру в жовтні 1939 року та доволі успішно вимагав звільнення заарештованих студентів університету в листопаді 1939 року. Він був ініціатором створення Національного Братства, яке мало стати головною організацією чеського населення протекторату. У червні 1940 у відповідь на поразку Франції гітлерівським військам, він засудив «оманливу спрямованість зовнішньої політики» періоду Першої республіки та «застаріле ліберально-демократичне мислення».

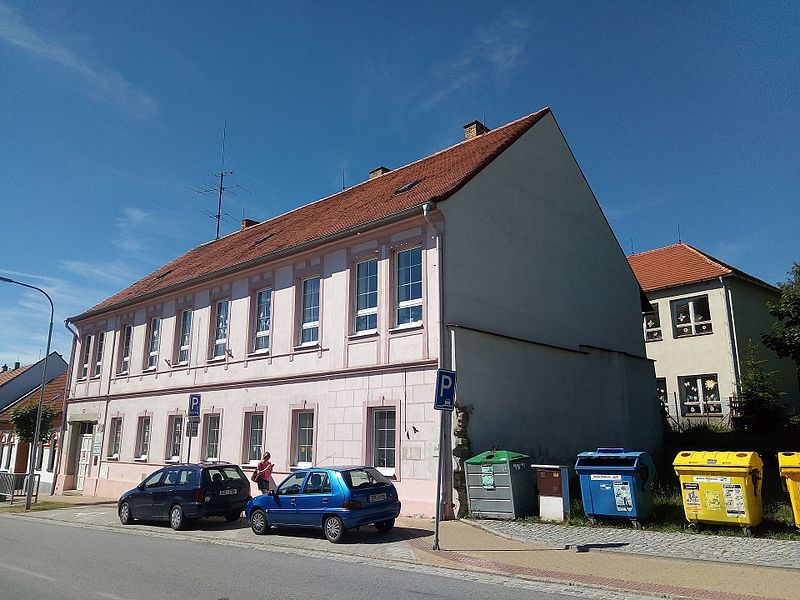
Рідний дім Еміля Гаха

З 1940 року Гаха почав регулярно відчувати проблеми зі здоров'ям, які супроводжували його до кінця життя. Через ці ускладнення йому все важче обіймати посаду.
Після прибуття Рейнгарда Гейдріха до Праги у вересні 1941 року та арешту прем'єр-міністра протекторату Алоїза Еліаша Гах зазнав посиленого тиску з боку окупантів. Того ж року канцлер Їржі Гавелка під тиском залишив посаду голови канцелярії президента республіки, і його змінив Август Адольф Попелька. Доленосним поворотним моментом у його житті стало вбивство Рейнхарда Гейдріха, здійснене чехословацькими десантниками в травні 1942 року. Тероризація чеської нації за часів Гейдріха та особистий тиск нацистів на чолі з Карлом Германом Франком і міністром освіти та народної просвіти Емануелем Моравцем підірвали здоров'я та психічний стан Державного Президента. На думку деяких істориків, Гаха мав піти у відставку після арешту прем'єр-міністра Еліаша або після вбивства Гейдріха та подальших репресій.
З цього моменту нацисти використовували Гаху як символ пропагованого «протекторатського патріотизму в Німецькій імперії». Це зловживання досягло свого найвищого рівня після вбивства Гейдріха та його смерті, які збіглися з державними святкуваннями 70-річчя Гаха. У промові по радіо 30 травня 1942 року він різко засудив як вбивство, так і діяльність уряду Бенеша у вигнанні. У той час, коли нацисти спалили Лідіце та Лежаки, а громадяни висловлювали свою підтримку Німецькій імперії на масових зібраннях, Гаха прийняв особистий подарунок від Адольфа Гітлера — розкішний автомобіль Mercedes.
|                                                                       | Я прошу вас ще раз усвідомити великодушність Адольфа Гітлера, який нічого не вимагав від чеського народу, крім того, щоб цей народ спокійно займався своїми справами. Тому природно, що невдячність за цю щедрість повинна каратися скрізь, де вона проявляється, і що віроломство, яке переростає невдячність у зраду, має каратися тим більше. ... Він не чех, який виступає проти Великої Німецької імперії і тим самим злочинно розігрує колись гарантовані права. Той не чех, що йде з Англією і Радянською Росією, не той чех, що несе в наші краї розлад, зраду і злочин. Не майте милосердя до цих людей. Це злочинці-підпалювачі, які хочуть позбавити нас рідного даху над головою, нашого дорогого чеського дому. Цих зрадників, насамперед пана Бенеша, ми виключили з народу назавжди. |
| — Послання Державного Президента до чеського народу 19 червня 1942 р, | |

3 липня 1942 року на Вацлавській площі в Празі відбулася маніфестація лояльності Чехії до Німецької імперії, в якій взяли участь 200 000 громадян на чолі з Гахою та Моравцем. Стан здоров'я Гаха швидко погіршувався через триваючий артеріосклероз. З 1943 року він майже не з'являвся на людях і перебував переважно в замку в Ланах. Він нібито кілька разів просив свого лікаря, доктора Майкснера, дати йому отруту, щоб він міг покінчити життя самогубством. В останні місяці перед закінченням окупації він уже не міг говорити, його підводила пам'ять, він не впізнав людей.
13 травня 1945 року Еміль Гаха був заарештований у замку Лан за наказом Вацлава Носека та перевезений до тюремної лікарні в Панкраці . Лікар просив перевести його до санаторію, але цього не дозволили. Гаха помер у в'язниці 27 червня 1945 року.
Після війни Національний суд вирішив, що внаслідок його поганого здоров'я Гаха не несе відповідальності за свої дії з січня 1943 року.